# فرنسوا نوريسييه
فرنسوا نوريسييه (بالفرنسية: François Nourissier)‏ ولد في 18 مايو 1927 بباريس وتوفى في 15 فبراير 2011 بنفس المنطقة. وهو صحفي وكاتب فرنسي، وكان عضو أكاديمية غونكور لمدة ثلاثون عاماً. حصل على جائزة فيمينا الأدبية عام 1970.

## روابط خارجية
- فرنسوا نوريسييه على موقع IMDb (الإنجليزية)
- فرنسوا نوريسييه على موقع ألو سيني (الفرنسية)
- فرنسوا نوريسييه على موقع قاعدة بيانات الفيلم (الإنجليزية)
- فرنسوا نوريسييه على موقع ليتربوكسد (الإنجليزية)